# Milan Sebić
Milan Sebić (1962.) je novinar, književni kritičar, kroničar, pisac crtica i esejist iz Petrovaradina.

## Životopis
Počeo je raditi kao televizijski novinar, na TV Novi Sad, kada ga je u sastav NS Plusa doveo, a potom je "gdje je kao misleći otpušten kada je trebalo". Potom se okrenuo i tiskanim medijima, gdje je bio urednik i suradnik u više novina, časopisa i revija. Bio je jednim od prvih novinara u subotičkoj Hrvatskoj riječi, glavni urednik vojvođanske revije za obrazovanje i kulturu Misao (pedagoški časopis), glavni urednik novosadskog časopisa Bulevar, suradnik Nezavisnog.
Objavio je 2007. godine u Novom Sadu i svoju prvu knjigu, koja je zapravo zbirka njegovih dotada objavljenih novinskih članaka Hotel »Panonija«, u kojoj je kroničarski i analitički prikazao i pojasnio "najupečatljivije mrlje raspadnutog »identiteta i histerije« Srbije na prijelazu milenija".
Glavni je urednik časopisa za suvremenu kulturu Vojvodine Nova misao, utemeljenog krajem 2009. godine.

## Djela
- Hotel »Panonija«: eseji, crtice, kronike, 2007.

## Vanjske poveznice
- Radio Subotica  Arhivirana inačica izvorne stranice od 15. travnja 2008. (Wayback Machine) Lucidno kroničarenje sutona urbaniteta
- (srp.) Danas  Arhivirana inačica izvorne stranice od 12. svibnja 2008. (Wayback Machine) Mirko Sebić o šizoanalizi kao kritici nacional-etatističkog kiča (razgovor)
- (srp.) Pedagoški zavod Vojvodine  Arhivirana inačica izvorne stranice od 7. listopada 2006. (Wayback Machine)
- (srp.) Građanski list[neaktivna poveznica] Dostojanstven i uglađen, gospodin međ rediteljima